# Stanisław Chlebowski
Stanisław Chlebowski (1835-1884) est un peintre orientaliste polonais.

## Biographie
Après avoir étudié les beaux-arts à Saint-Pétersbourg, puis à Munich en 1859, il se rend à Paris où il s'inscrit à l'atelier de Jean-Léon Gérôme. Il commence à produire, comme son maître, une peinture académique, mais il est très vite séduit par le mouvement orientaliste. Il part alors pour la Turquie, où il devient en 1865 peintre officiel attaché à la cour du sultan de Constantinople et où il reste onze ans. Il y peint des épisodes de l'histoire de la Turquie et des scènes de la vie quotidienne orientale. Après un court retour à Paris en 1880 pendant lequel il produit des illustrations, notamment pour La Comédie humaine de Balzac et les nouvelles de Guy de Maupassant, il regagne son pays natal et installe son atelier à Cracovie.
L'essentiel de son œuvre est composé de scènes de la vie populaire en Égypte, dans les faubourgs de Constantinople, et des épisodes de l'histoire guerrière de la Turquie. Un de ses tableaux, le portrait du sultan algérien Abd el-Kader, se trouve au musée Condé à Chantilly.

## Galerie

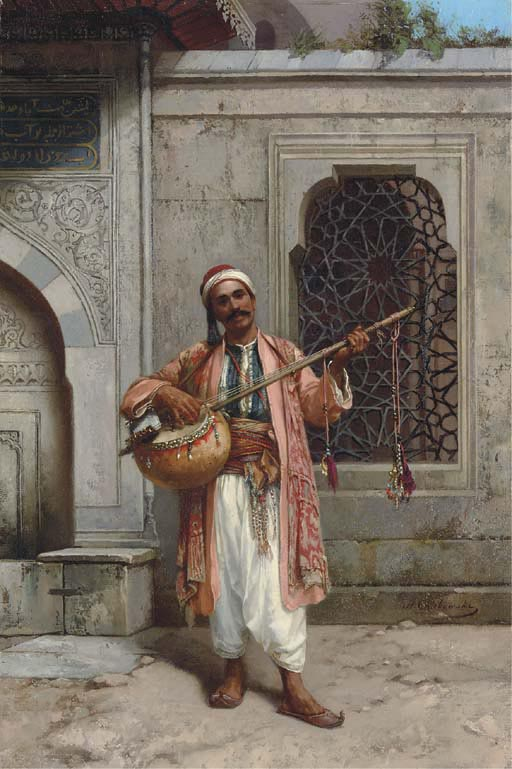
Musicien devant une mosquée de Constantinople (1860)
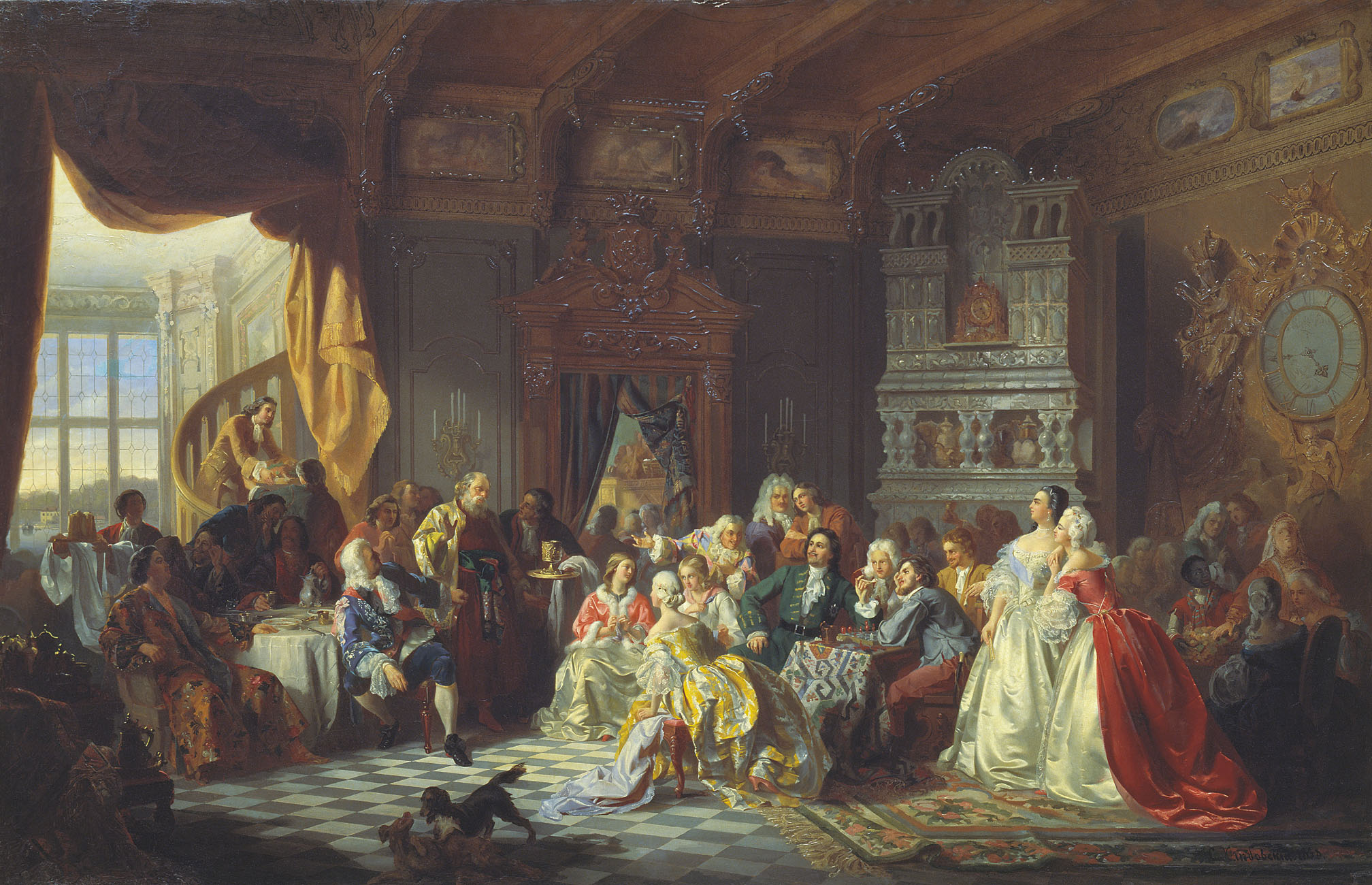
Le tsar Pierre Ier et sa cour
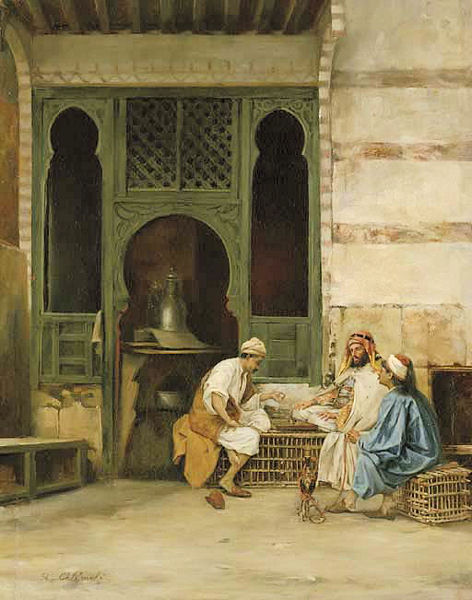
Joueurs d'échecs
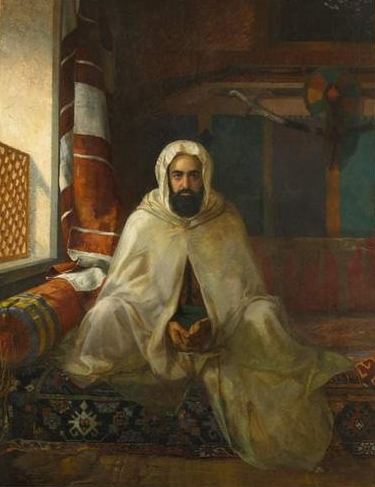
Portrait d'Abd el-Kader peint à Constantinople en 1866 par Stanisław Chlebowski. Huile sur toile, 1866. Musée Condé, Chantilly.